# فرح بكر
فرح بكر هي ناشطة فلسطينية على وسائل التواصل الاجتماعي تعيش في قطاع غزة، وبرزت بشكل لافت أثناء تغطيتها الحية عبر تويتر لأحداث الحرب على غزة 2014، ما جعلها تحظى باهتمام واسع من وسائل الإعلام الدولية.
كانت بكر في السادسة عشرة من عمرها عندما بدأت في مشاركة أفكارها ومشاعرها من قلب منزلها الذي كان مستهدفًا بالغارات الجوية، مما جعل تغريداتها تلقى صدىً واسعًا وتتحول إلى ظاهرة على الشبكات الاجتماعية.
أدى أسلوبها الصريح والمؤثر في نقل الواقع اليومي تحت القصف إلى زيادة عدد متابعيها على تويتر من 800 إلى 166,000 متابع خلال أيام قليلة.
غطت وسائل إعلامية دولية عدة قصة بكر، منها سي إن إن والجزيرة وروسيا اليوم، التي أبرزت قدرتها على نقل صوت المدنيين الفلسطينيين خلال الحرب بشكل مباشر وصادق.
كما أشارت الباحثة آنا ريدينغ في كتابها Gender and Memory in the Globital Age إلى أن بكر ظهرت في العديد من المقالات المنشورة في صحف دولية بارزة مثل ديلي تلغراف وروسيا اليوم، مؤكدةً دورها البارز في تقديم صورة مغايرة عن غزة في وسائل الإعلام الغربية